# Медіна-Сідонія
Медіна-Сідонія (ісп. Medina-Sidonia) — муніципалітет в Іспанії, у складі автономної спільноти Андалусія, у провінції Кадіс. Населення — 11 741 особа (2010).

## Географія
Муніципалітет розташований на відстані близько 480 км на південний захід від Мадрида, 35 км на схід від Кадіса.

## Історія
844 року місто зруйнували вікінги.

### Парафії
На території муніципалітету розташовані такі населені пункти: (дані про населення за 2010 рік)
- Лос-Альбурехос: 27 осіб
- Лос-Бадалехос: 470 осіб
- Ла-Каналеха: 283 особи
- Чарко-Дульсе: 50 осіб
- Лос-Ардалес: 187 осіб
- Уельвакар: 28 осіб
- Малькосінадо: 387 осіб
- Медіна-Сідонія: 10279 осіб
- Лас-Альгамітас: 0 осіб
- Кукаррете: 30 осіб

## Демографія
Динаміка населення (INE ):

## Відомі особистості
В поселенні народився:
- Гутьєрес Хуан Сімон (1634-1718) — іспанський художник.

## Галерея зображень

Розташування муніципалітету у провінції Кадіс
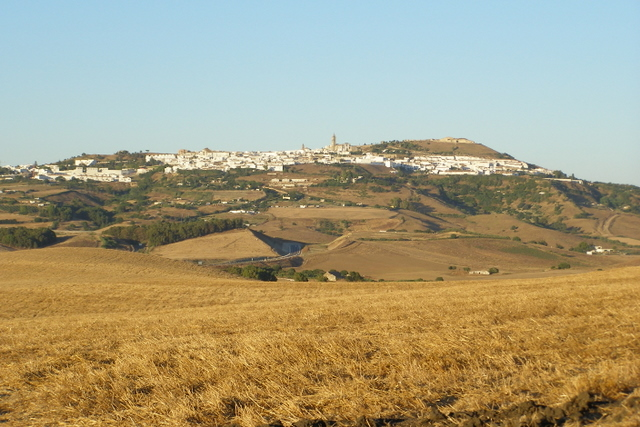
Медіна-Сідонія
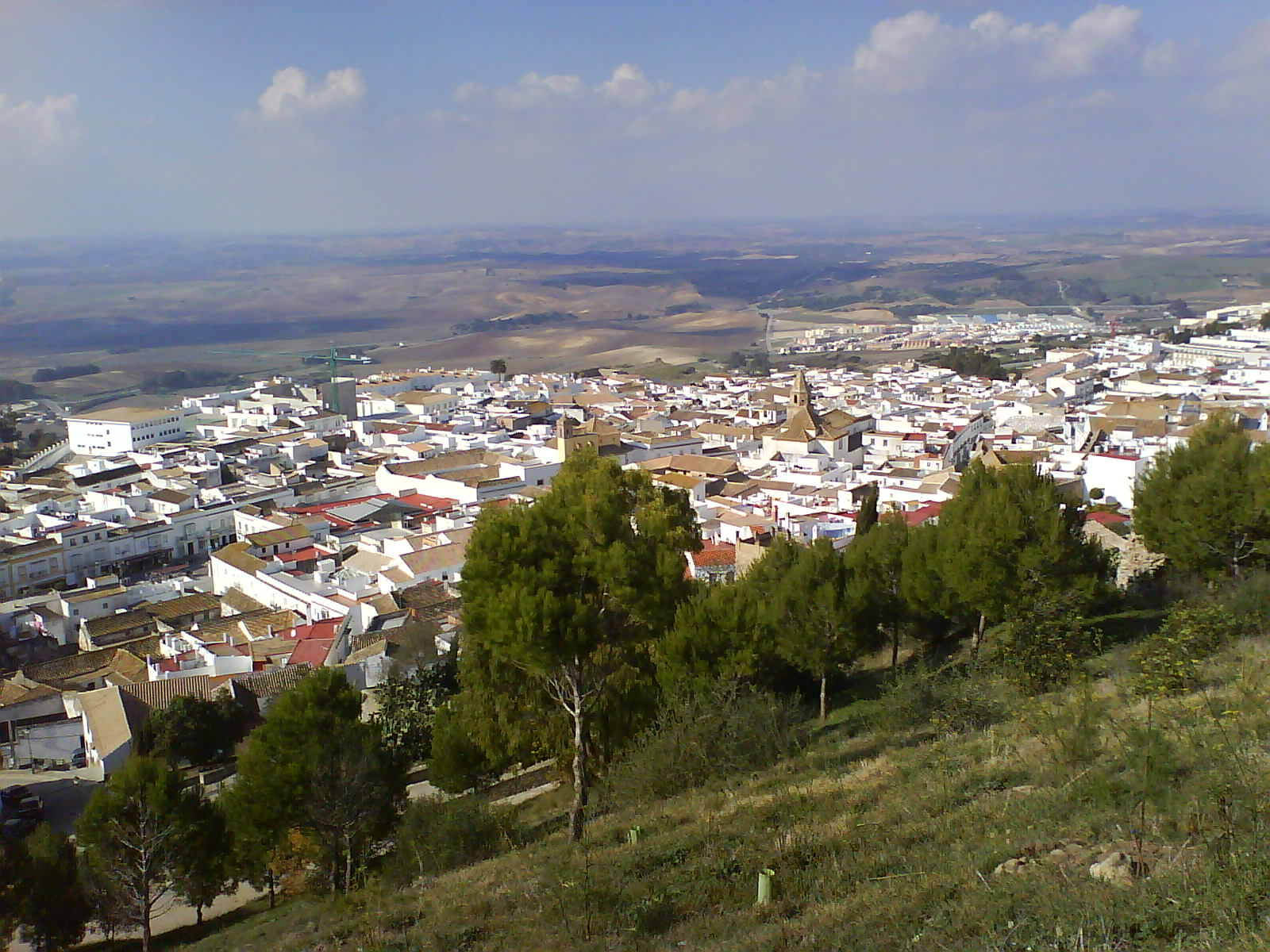
Медіна-Сідонія
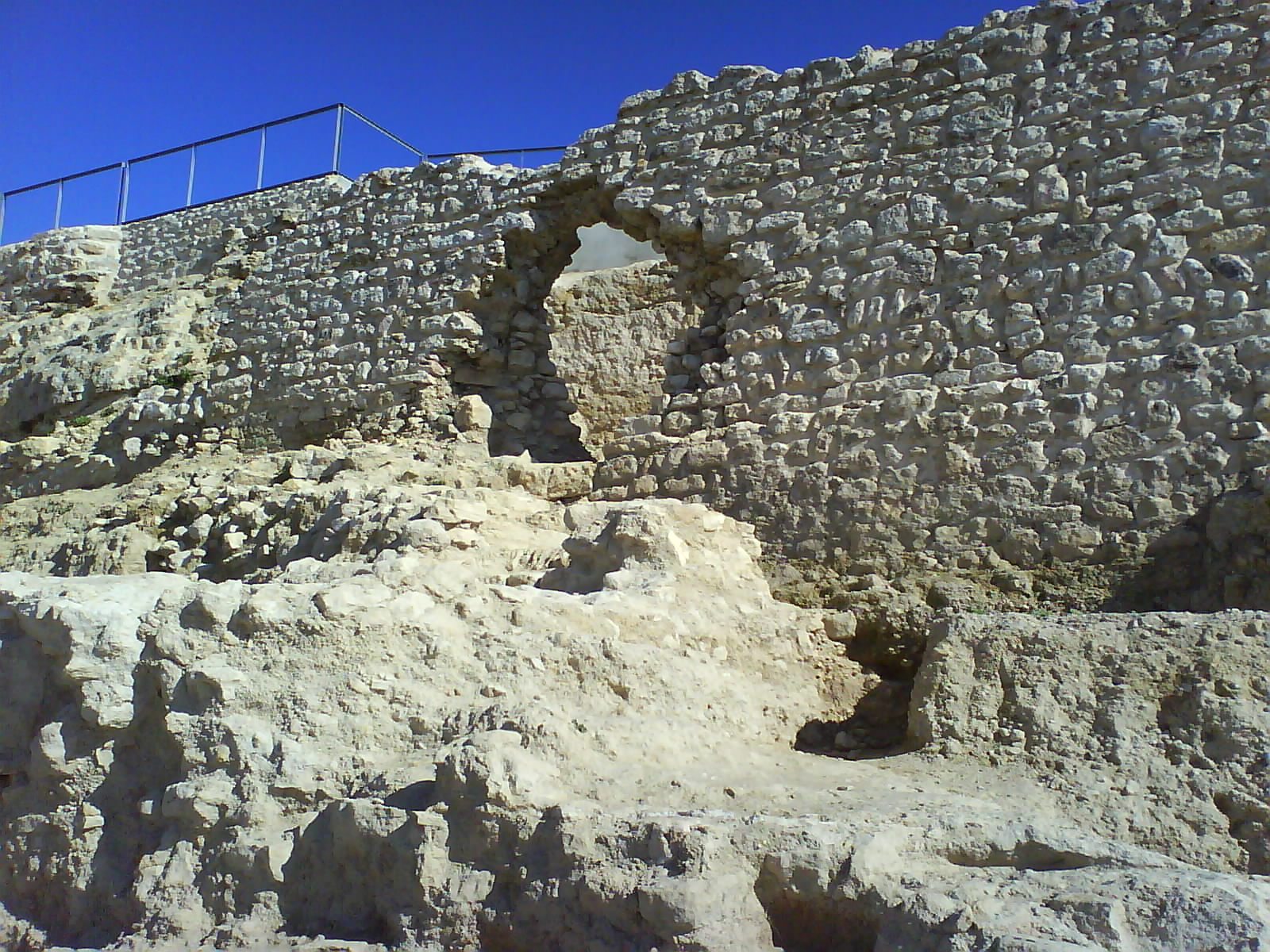
Замок Медіни-Сідонії
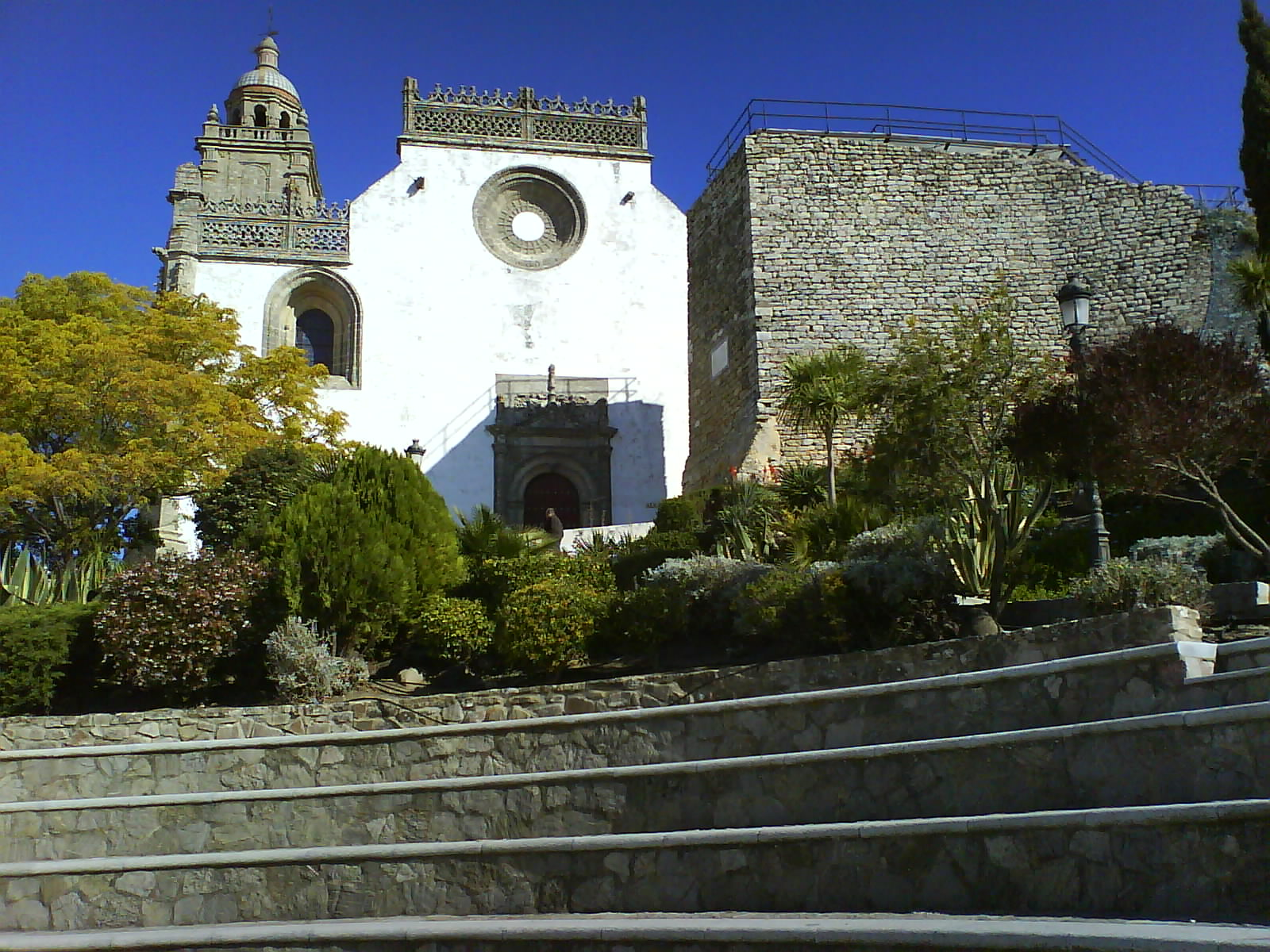
Церква Санта-Марія-ла-Коронада